# Bailey's Prairie
Bailey's Prairie es una villa ubicada en el condado de Brazoria en el estado estadounidense de Texas. En el Censo de 2010 tenía una población de 727 habitantes y una densidad poblacional de 36,54 personas por km².

## Geografía
Bailey's Prairie se encuentra ubicada en las coordenadas 29°8′50″N 95°29′58″O / 29.14722, -95.49944. Según la Oficina del Censo de los Estados Unidos, Bailey's Prairie tiene una superficie total de 19.89 km², de la cual 19.32 km² corresponden a tierra firme y (2.9%) 0.58 km² es agua.

## Demografía
Según el censo de 2010, había 727 personas residiendo en Bailey's Prairie. La densidad de población era de 36,54 hab./km². De los 727 habitantes, Bailey's Prairie estaba compuesto por el 81.43% blancos, el 12.1% eran afroamericanos, el 0.55% eran amerindios, el 0.28% eran asiáticos, el 0% eran isleños del Pacífico, el 4.4% eran de otras razas y el 1.24% pertenecían a dos o más razas. Del total de la población el 14.31% eran hispanos o latinos de cualquier raza.